# L'Estany (Pinell de Solsonès)
L'Estany és una masia situada al municipi de Pinell de Solsonès, a la comarca catalana del Solsonès.
Està situada a 506 m d'altitud.